# 6273 Kiruna
6273 Kiruna este un asteroid din centura principală de asteroizi.

## Descriere
6273 Kiruna este un asteroid din centura principală de asteroizi. A fost descoperit pe 1 martie 1992 la Observatorul La Silla în cadrul programului UESAC. El prezintă o orbită caracterizată de o semiaxă mare de 2,48 ua, o excentricitate de 0,25 și o înclinație de 1,7° în raport cu ecliptica.